# Comarca de Três Pontas
A Comarca de Três Pontas é uma comarca de primeira entrância com sede no município brasileiro de Três Pontas, interior do estado de Minas Gerais.
Além de Três Pontas, faz parte dela o município de Santana da Vargem. Foi criada em 5 de abril de 1892, sendo que sua sede é o Fórum Doutor Carvalho de Mendonça.